# Mughiphantes anachoretus
Mughiphantes anachoretus là một loài nhện trong họ Linyphiidae.
Loài này thuộc chi Mughiphantes. Mughiphantes anachoretus được Andrei V. Tanasevitch miêu tả năm 1987.